# Domenico Alfeno Vario

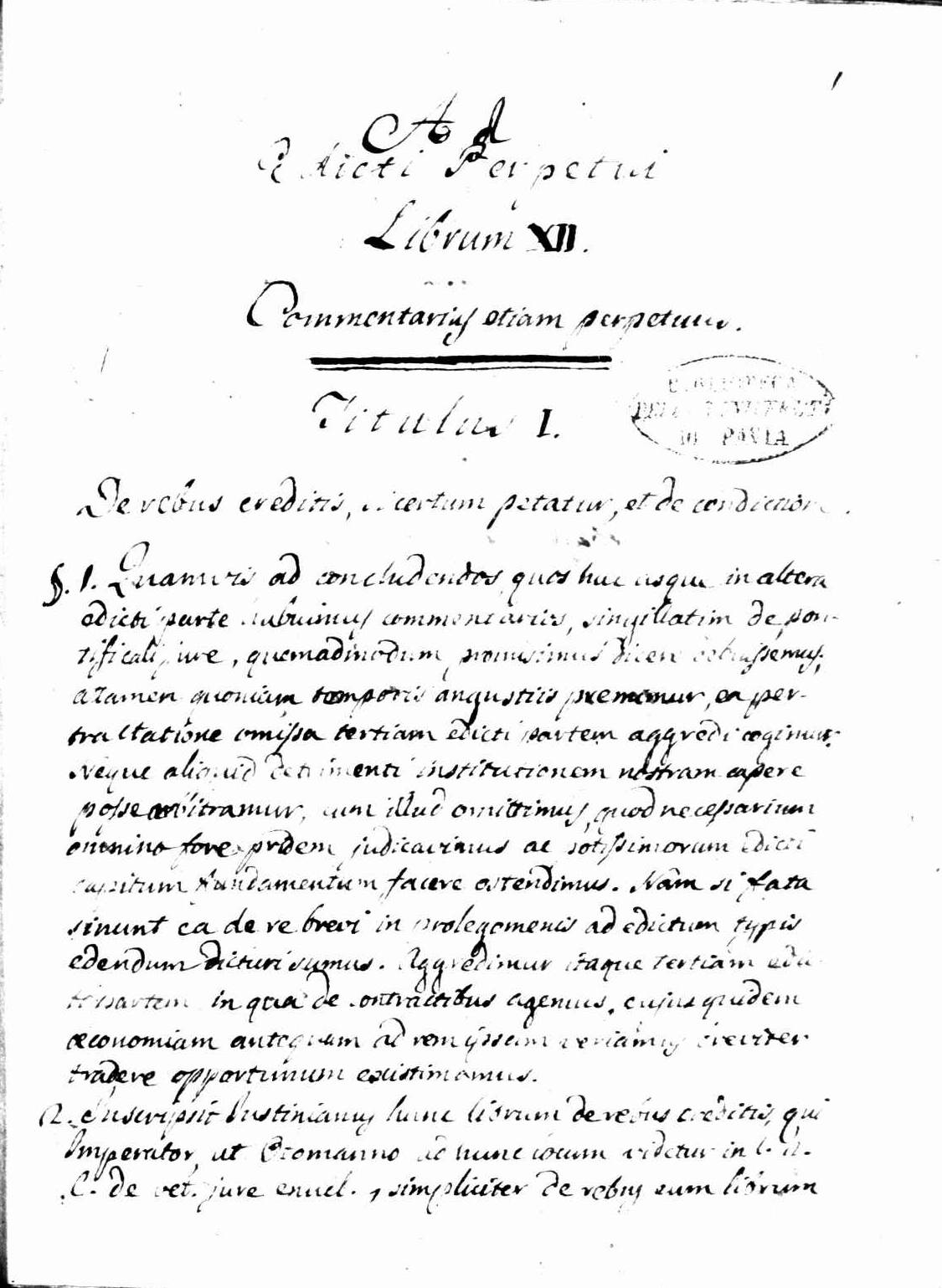
Commentarius ad Edicti perpetui libros XII et XIII, manoscritto, XVIII secolo

Domenico Alfeno Vairo meglio conosciuto come Vario (Sala Consilina, 1730 – Sala Consilina, 12 giugno 1793) è stato un presbitero e giurista italiano.

## Biografia
Il cognome di famiglia è Vairo, "mutato in Vario con l'aggiunta di Alfeno per richiamo al giurista romano Alfenus Varus. Primo di sei figli, divenne sacerdote, appartenente al clero ricettizio della chiesa di Santo Stefano. Dopo l'istruzione elementare a Sala, proseguì gli studi di belle lettere, filosofia e matematica a Napoli, dove risentì dell'ambiente riformistico sotto l'influenza di Antonio Genovesi."

## Critica
Tra le sue opere letterarie: La Rappresentanza cui affidò l'esposizione sintetica del suo pensiero e del suo metodo d'insegnamento, e "Le istituzioni giuridiche napoletane".
I suoi studi svariavano dal Diritto Romano (in particolare sulla codificazione adrianea dello ius praetorium del 130 d.C.) fino al Diritto del Regno di Napoli (Ius regni) e di Sicilia. Già giurista di corte presso Federico II, fu successivamente incaricato grazie a Wilzeck e Firmian presso la "Regio-Imperiale Università" di Pavia come lettore di Pandette e Diritto feudale, Vario difendeva il suo metodo d'insegnamento storico-pratico basato sull'edictum perpetuum dalle critiche dei colleghi pavesi. Il giurista, già molto avanti coi tempi, avvertiva l'esistenza del divario teoria-prassi e pensava di ravvicinare i due versanti della giurisprudenza, puntando sul rinnovamento dell'istruzione romanistica. Perciò il giurista di Sala Consilina si fece deciso sostenitore, nel suo piano didattico, di un altro elemento innovativo per lo Studio pavese. Egli affermò la necessità che, dopo la lettura in latino, il docente spiegasse la lezione in lingua italiana. La proposta era di chiara matrice illuministica. Secondo Vario, l'innovazione mirava a combattere l'ignoranza dei discenti, e talvolta anche dei docenti.

## Sul sistema feudale
Vario riteneva che per comprendere la fisionomia del Regno di Napoli si dovesse arretrare le lancette dell'orologio di un millennio e fare riferimento alle invasioni barbariche e quindi all'ascesa dei longobardi. Lo ius longobardorum era da Vario ritenuto rozzo e incivile, e proprio tali caratteri portarono alla creazione nel Mezzogiorno italiano di un "ordinamento nazionale specifico". Vario inoltre era certo del fatto che il sistema feudale affondasse le sue radici proprio nel periodo dell'ascesa longobarda.
Allievo dell'abate Antonio Genovesi, Domenico Vario apprezzava l'operato anti-baronale del re normanno Guglielmo II, di Federico II di Svevia e del viceré spagnolo don Pedro di Toledo.

## Le critiche alle istituzioni ecclesiastiche
Pur essendo un sacerdote, viene considerato un anti-gesuita in quanto criticò fortemente la Chiesa e l'accumulo di potere da parte di questa. In particolar modo si soffermò sul falso "Editto di Costantino", sul recepimento dei principi romanistici da parte dell'istituto ecclesiastico che furono alla base dell'accumulo patrimoniale ed immobiliare, e su privilegi come il "diritto di asilo" nei luoghi sacri che si trasformarono in "immunità personali e giudiziarie". Tali prese di posizione gli valsero l'ammonizione da parte del censore ecclesiastico. Inoltre definì la Chiesa una dittatura "implicita ed indiretta", che influenzò anche gli insegnamenti scolastici in chiave di conformismo dominante.

## Opere

### Manoscritti
- Commentarius ad Edicti perpetui libros XII et XIII, XVIII secolo, Pavia, Biblioteca Universitaria, Fondo Aldini, Aldini 468 bis.